# Aying
Aying este o comună din districtul München, regiunea administrativă Bavaria Superioară, landul Bavaria, Germania.

## Date geografice și demografice

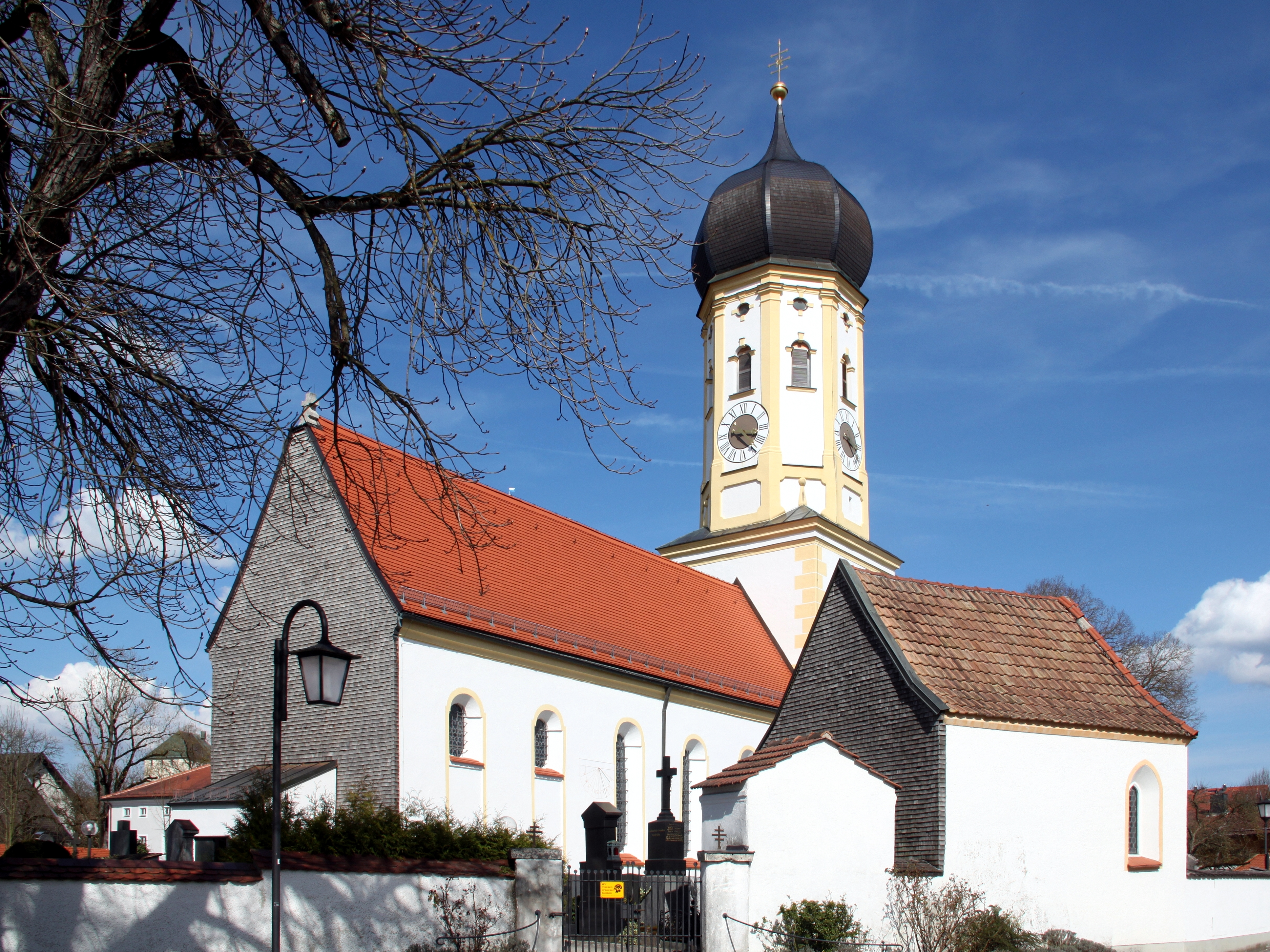
Aying
(Biserica St.Andreas)